# Campeonato de Copa Truck de 2019
O Campeonato de Copa Truck de 2019 é a 3.ª temporada de Copa Truck, um campeonato de disputa entre caminhões que substituiu a Fórmula Truck, extinta em 2017.
A temporada de 2019 é marcada por várias mudanças, a chamada “dança das cadeiras” agitou bastante os bastidores da categoria. Uma das notícias mais impactantes vem da equipe campeã RM Motors: Beto Monteiro e Paulo Salustiano são os novos contratados do time de fábrica da Volkswagen.
Chefiada pelo também piloto e lenda dos caminhões Renato Martins, o time, em contrapartida, não tem mais Felipe Giaffone, campeão de 2017, atual vice-campeão e que correu lá por mais de dez anos.
Felipe Giaffone é a novidade no time de fábrica da Iveco, a Usual Racing, comandada por Djalma Pivetta, que tem como engenheiro Thiago Meneghel, um dos principais engenheiros do país.
Em outra frente vem a Mercedes-Benz, que tem a chegada de Débora Rodrigues para competir ao lado de André Marques e Wellington Cirino na forte AM. Já o outro time da estrela, a PPD, será capitaneada pelo piloto da casa Rogério Castro, tendo ao lado Leandro Totti e o estreante Maikon Lauck. Isso sem contar a mudança mais repentina e inesperada de todas:  Roberval Andrade, que representará a marca das três pontas após ser campeão em 2018 com a Scania.
A Ford vem com três caminhões, fruto da fusão das equipes DF e FF, de Djalma e Fábio Fogaça. Ao lado de pai e filho alinha o estreante Fábio Carvalho, com largo currículo de vitórias no automobilismo paulista. Adalberto Jardim (Ford), Regis Boessio (Volvo), Jaidson Zini (Iveco) e Luiz Lopes (Iveco) completam a lista de inscritos no grid.
Mudança entre os construtores:
Nessa temporada, não tivemos caminhões da Scania competindo.

## Formato
A competição é composta por nove etapas, com 22 pilotos de 5 marcas de caminhões diferentes: Volks/MAN, Volvo, Mercedes-Benz, Iveco e Ford.

## Equipes e Pilotos
Todos os pilotos são brasileiros.
| Equipe                      | Fabricante    | Pneu | No. | Piloto                     | Etapas |
| --------------------------- | ------------- | ---- | --- | -------------------------- | ------ |
| RVR Corinthians Motorsports | Mercedes-Benz | P    | 1   | Roberval Andrade           | 1      |
| TMG-Usual Iveco Racing      | Iveco         | P    | 4   | Felipe Giaffone            | 1      |
| TMG-Usual Iveco Racing      | Iveco         | P    | 21  | Djalma Pivetta             | 1      |
| AJ5 Sport                   | Ford          | P    | 5   | Adalberto Jardim           | 1      |
| AJ5 Sport                   | Ford          | P    | ?   | Pedro Muffato              | 1      |
| AM Motorsports              | Mercedes-Benz | P    | 6   | Wellington Cirino          | 1      |
| AM Motorsports              | Mercedes-Benz | P    | 7   | Débora Rodrigues           | 1      |
| AM Motorsports              | Mercedes-Benz | P    | 77  | André Marques              | 1      |
| RM Motors                   | Volkswagen    | P    | 9   | Renato Martins             | 1      |
| RM Motors                   | Volkswagen    | P    | 39  | Hiro Yano                  | 1      |
| RM Motors                   | Volkswagen    | P    | 88  | Beto Monteiro              | 1      |
| RM Motors                   | Volkswagen    | P    | 55  | Paulo Salustiano           | 1      |
| RM Motors                   | Volkswagen    | P    | 81  | José Augusto Dias          | 2      |
| RM Motors                   | MAN SE        | P    | 17  | Clodoaldo Monteiro         | 1      |
| RM Motors                   | MAN SE        | P    | 22  | Luis Carlos Zappelini      | 1      |
| Dakar Motorsport            | Iveco         | P    | 25  | Jaidson Zini               | 1      |
| Dakar Motorsport            | Iveco         | P    | 90  | Giuliano Losacco           | 9      |
| Fabio Fogaça Motorsport     | Ford          | P    | 27  | Fábio Fogaça               | 1      |
| Fabio Fogaça Motorsport     | Ford          | P    | 72  | Djalma Fogaça              | 1      |
| Fabio Fogaça Motorsport     | Ford          | P    | 100 | Fábio Carvalho             | 1      |
| Fabio Fogaça Motorsport     | Ford          | P    | 12  | Glomir Bissoni (Juca Bala) | 1      |
| PPD Motorsport              | Mercedes-Benz | P    | 30  | Rogério Castro             | 1      |
| PPD Motorsport              | Mercedes-Benz | P    | 69  | Maikon Lauck               | 1      |
| PPD Motorsport              | Mercedes-Benz | P    | 73  | Leandro Totti              | 1      |
| PPD Motorsport              | Mercedes-Benz | P    | 30  | Pedro Paulo Fernandes      | 1      |
| Maistro Competições         | Volvo         | P    | 39  | Hiro Yano                  | 2      |
| Maistro Competições         | Volvo         | P    | 83  | Régis Boessio              | 1      |
| Maistro Competições         | Volvo         | P    | ?   | João Maistro               | 1      |
| Boessio Competições         | Volvo         | P    | 83  | Régis Boessio              | 2      |
| Lucar Motorsport            | Iveco         | P    | 99  | Luiz Lopes                 | 1      |
| Lucar Motorsport            | Iveco         | P    | 0   | Danilo Alamini             | 1      |
| PP Competições              | Mercedes-Benz | P    | 35  | Gabriel Robe               | 1      |
| PP Competições              | Mercedes-Benz | P    | ?   | Witold Ramasauskas         | 1      |
| PP Competições              | Mercedes-Benz | P    | ?   | Vitor Genz                 | 1      |
| PP Competições              | Mercedes-Benz | P    | 39  | Hiro Yano                  | 9      |
| PP Competições              | Mercedes-Benz | P    | 45  | Daniel Kelemen             |        |
| JL Competições              | Volvo         | P    | 99  | Guilherme Salas            | 1      |
| JL Competições              | Volvo         | P    | 11  | Evandro Camargo            | 1      |
| JL Competições              | Volvo         | P    | 73  | Leandro Totti              | 9      |
| BRUTO Motorsports           | Scania        | P    | 47  | Duda Bana                  | 9      |

## Calendário
| # | Circuito          | Data          | Pole Position     | Volta mais rápida | Piloto Vencedor   | Equipe Vencedora           | Info   |
| - | ----------------- | ------------- | ----------------- | ----------------- | ----------------- | -------------------------- | ------ |
| 1 | Goiânia           | 24 de Março   | Felipe Giaffone   | Paulo Salustiano  | Beto Monteiro     | RM Motors                  | [ 4 ]  |
| 1 | Goiânia           | 24 de Março   | Sem Disputa       | André Marques     | Beto Monteiro     | RM Motors                  | [ 5 ]  |
| 2 | Campo Grande      | 14 de Abril   | Wellington Cirino | Beto Monteiro     | Beto Monteiro     | RM Motors                  | [ 6 ]  |
| 2 | Campo Grande      | 14 de Abril   | Sem Disputa       | Beto Monteiro     | Paulo Salustiano  | RM Motors                  | [ 7 ]  |
| 3 | Londrina          | 2 de Junho    | Beto Monteiro     | Roberval Andrade  | Beto Monteiro     | RM Motors                  | [ 8 ]  |
| 3 | Londrina          | 2 de Junho    | Sem Disputa       | Beto Monteiro     | Renato Martins    | RM Motors                  | [ 9 ]  |
| 4 | Curvelo           | 14 de Julho   | Wellington Cirino | Paulo Salustiano  | Paulo Salustiano  | RM Motors                  | [ 10 ] |
| 4 | Curvelo           | 14 de Julho   | Sem Disputa       | Paulo Salustiano  | André Marques     | AM Motorsports             | [ 11 ] |
| 5 | Santa Cruz do Sul | 18 de Agosto  | Beto Monteiro     | Beto Monteiro     | Beto Monteiro     | RM Motors                  | [ 12 ] |
| 5 | Santa Cruz do Sul | 18 de Agosto  | Sem Disputa       | Paulo Salustiano  | Paulo Salustiano  | RM Motors                  | [ 13 ] |
| 6 | Rivera            | 1 de Setembro | Beto Monteiro     | Beto Monteiro     | Beto Monteiro     | RM Motors                  | [ 14 ] |
| 6 | Rivera            | 1 de Setembro | Sem Disputa       | Beto Monteiro     | Beto Monteiro     | RM Motors                  | [ 15 ] |
| 7 | Cascavel          | 6 de Outubro  | André Marques     | Guilherme Salas   | Beto Monteiro     | RM Motors                  | [ 16 ] |
| 7 | Cascavel          | 6 de Outubro  | Sem Disputa       | Beto Monteiro     | Paulo Salustiano  | RM Motors                  | [ 17 ] |
| 8 | Velopark          | 27 de Outubro | Beto Monteiro     | Felipe Giaffone   | Roberval Andrade  | RVR Corinthians Motorsport | [ 18 ] |
| 8 | Velopark          | 27 de Outubro | Sem Disputa       | Wellington Cirino | Wellington Cirino | AM Motorsports             | [ 19 ] |
| 9 | São Paulo         | 8 de Dezembro | Beto Monteiro     | Paulo Salustiano  | Paulo Salustiano  | RM Motors                  | [ 20 ] |
| 9 | São Paulo         | 8 de Dezembro | Sem Disputa       | Paulo Salustiano  | Roberval Andrade  | RVR Corinthians Motorsport | [ 21 ] |

OBS: De início as etapas 7 e 8 estavam confirmadas para acontecer em Tarumã/RS e Curitiba/PR respectivamente, mas por força maior tiveram q ser substituídas.